# Danilo Chaverri Soto
Danilo de Jesús Chaverri Soto (Heredia, 5 de abril de 1942) es un abogado y político costarricense que se desempeñó como el 35.º presidente de la Asamblea Legislativa de Costa Rica entre 1993 y 1994 y como ministro de la Presidencia y de Planificación Nacional y Política Económica durante la presidencia de Miguel Ángel Rodríguez Echeverría. Antes de asumir estos puestos gubernamentales, laboró para varios ministerios e instituciones públicas costarricenses, así como asumió puestos de importancia en varios partidos políticos de tendencia calderonista.

## Biografía

### Primeros años y formación
Danilo Chaverri Soto nació en Heredia, el 5 de abril de 1942. Es hijo de Marco Chaverri Zumbado y de Ángela Soto Arroyo. A sus 16 años se autoproclamó como calderonista, tendencia representada por el Partido Republicano Nacional en ese entonces, después de que una vecina le habló sobre la historia del expresidente Rafael Calderón Guardia, y a sus 20 años comenzó a desear en ser diputado. Se graduó de la Universidad de Costa Rica en 1966 y obtuvo una licenciatura en derecho. A partir de 1967 se desempeñó como profesor de derecho diplomático y consular en la Universidad de Costa Rica y en la Universidad Nacional y para el Ministerio de Relaciones Exteriores y Culto.

### Carrera
Entre 1962 y 1964 se desempeñó como oficial mayor del Patronato Nacional de la Infancia, y entre 1966 y 1970 se desempeñó como jefe de servicio exterior en el Ministerio de Relaciones Exteriores y Culto, durante la presidencia de José Joaquín Trejos. En las elecciones generales de 1974, Chaverri es electo como regidor por el Partido Unificación Nacional ante el Concejo Municipal del cantón de Heredia. Previamente también asumió la presidencia de la Juventud del Partido Republicano Nacional de la provincia de Heredia, así como de la Junta del Partido Unificación Nacional de la misma provincia. Tras la ruptura de Unificación Nacional con el Partido Republicano Calderonista, Chaverri se trasladó plenamente a este último. Durante su militancia, se desempeñó como vicepresidente y subtesorero del Comité Político del partido.
En 1982, Chaverri fue elegido para el primero de dos términos como diputado de la Asamblea Legislativa de Costa Rica por el segundo lugar de la provincia de Heredia, y por medio de la coalición política de corte socialcristiano y calderonista, Coalición Unidad. El Partido Republicano Calderonista, al cual Chaverri hasta entonces integraba, era integrante de esta coalición electoral, la cual se fusionaría en 1983 bajo el nombre de Partido Unidad Social Cristiana. Chaverri asumió la secretaría general del PUSC en abril de 1990, cargo en el cual permanecería hasta febrero de 1995.
En 1990, Chaverri vuelve a postularse a la diputación, esta vez por el PUSC, logrando figurar esta vez como candidato por el primer lugar de la provincia de Heredia. En las elecciones de ese mismo año, el partido obtiene los votos necesarios en la provincia para que Chaverri asuma el puesto, por lo que entra en funciones en mayo de ese mismo año. En su tercer año legislativo, Chaverri es electo como presidente de la Asamblea Legislativa, cargo en el que perdura por un año. Durante su presidencia se crean las comisiones legislativas plenas.
En octubre de 1997, Chaverri figuró en una lista del entonces candidato a la presidencia por el PUSC, Miguel Ángel Rodríguez, para las posibles nóminas a la segunda vicepresidencia, más finalmente no fue elegido para ello.
En 1999, durante la presidencia de Miguel Ángel Rodríguez Echeverría y después de la renuncia de Roberto Tovar Faja, Chaverri fue nombrado ministro de la Presidencia y de Planificación Nacional y Política Económica. Previo a asumir este cargo, el ministro se desempeñó como el presidente de la Mesa Nacional de Concertación, un foro convocado por el presidente Rodríguez al iniciar su mandato, en 1998, y en el cual participaron varios sectores y organizaciones costarricenses.
En septiembre de 2016, Chaverri le otorgó su adhesión al entonces precandidato presidencial del PUSC para las elecciones de 2018, Rodolfo Piza Rocafort, sin embargo, al mes siguiente le retira su apoyo, así como anuncia que se retira de la política electoral. Chaverri justificó su accionar bajo la premisa de que debía enfocarse en un recurso de amparo que impuso ante la Sala Constitucional y por medio de la cual pretendía accionar en contra de un recorte a las llamadas "pensiones de lujo" que había aprobado la Asamblea Legislativa previamente.